# Étienne Nicolas Méhul
Étienne Nicolas Méhul (Givet, 1763. június 22. – Párizs, 1817. október 18.) francia klasszicista zeneszerző, aki elsősorban mint operaszerző alkotott maradandót és kiemelkedőt. Korának egyik legkiemelkedőbb operaszerzője volt, de művei mára visszaszorultak az operaszínpadokról.

## Élete

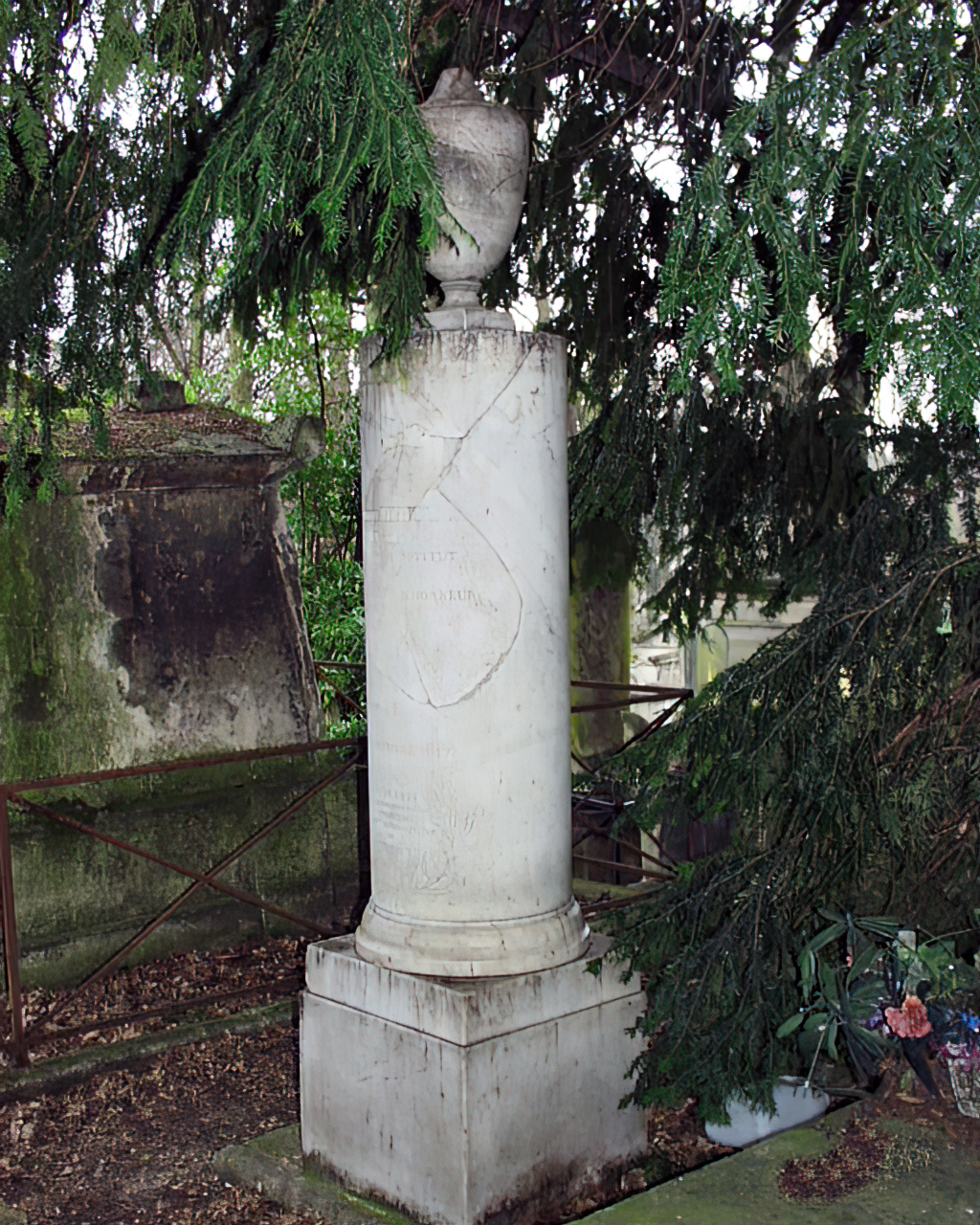
Sírja Párizsban

Méhul az Ardennek vidék egy kis falujában született, zenei tehetsége hamar megmutatkozott. 10 éves korában már olyan ügyesen játszott orgonán, hogy a szülőhelyéhez közeli Lavaldieu-ben működő premontrei apátság priorja minden ellenszolgáltatás nélkül felvette iskolájába. A premontreiek zeneiskolájában Wilhelm Guillaume lett a mestere, aki korának elismert zenésze volt. Méhul meghálálta a kolostor segítségét és 2 éven át minden fizetség nélkül orgonált a miséken és az ünnepi liturgiákon.
1778-ban a francia fővárosba tette át székhelyét, ahol zongoraleckékkel tartotta fenn magát. Eközben zongoratudását Johann Friedrich Edelmann növendékeként tökéletesítette. Mestere biztatására kezdett el komponálni: szonáták, kisoperák kerültek ki kezei alól, valamint számos, népszerű korabeli zongorakíséretes dalt hangszerelt meg. Neve szép lassan kezdett ismertté válni, sikerült befolyásos barátokra szert tennie a mecénások és a művészek köreiben. Egy Gluck-opera (Iphigénia Tauriszban) hatására fordult zeneszerzőként véglegesen az operaszínpad felé. Barátságot kötött Luigi Cherubinivel, a korszak neves operaszerzőjével, valamint François Benoît Hofmannal, aki librettószerzőként egy évtizeden át a munkatársa is lett.
Miután első három kisoperája a fiókban porosodott és előadatlan maradt, Hoffmannal írt első közös darabja Euphrosina, avagy a zsarnok megzabolázása címen hatalmas sikert aratott az 1790-es ősbemutatón. Ezután népszerűsége töretlen volt, annak ellenére, hogy két évvel később a Királyi Zeneakadémia elutasította Hadrianus, Róma császára című operájának bemutatását. Ez ma már feledésbe merült politikai okokból történt, aztán mikor enyhült a korszak zavaros politikai helyzete, 1799-ben mégis színpadra vitték a művet. Elismertsége, akárcsak Grétry esetében, a forradalom, a Direktórium és a Konzulátus évei alatt is töretlen maradt. A forradalom alatt, mint hazafias dalok szerzője is hírnevet szerzett magának.
1794-ben újjászervezték a párizsi konzervatóriumot és a négy felügyelő egyikévé választották Méhul-t. A következő évben a Francia Szépművészeti Akadémia egyik alapítója és első zeneszerző tagja volt. Közben az akadémia is tagjai közé választotta és Napóleon bizalmát is elnyerte. Méhul neki ajánlotta Az indulatos című vígoperáját, amely hosszú évtizedeken át a francia operaszínpadok egyik legnagyobb sikerdarabja volt. Ezután elismerések és állami megbízások sora kísérte tevékenységét. A marengói győzelem tiszteletére ünnepi himnusz írására kérték fel, ünnepi kantátát komponált Napóleon és Mária Lujza esküvőjére, majd fiuk megszületése alkalmából.
1802-ben Cherubini és Boieldieu társaságában kiadót alapított Magasin de Musique név alatt. Ez volt az első állami támogatású zeneműkiadó. Magánélete azonban nem volt sikeres. Házassága rövid életű és zaklatott volt, válással végződött. Unokaöccse személyében azonban tehetséges tanítványra talált. Halála után ő fejezte be nagybátya utolsó operáját. A Bourbon restaurációt követően XVIII. Lajos a francia udvari zenekar felügyelőjévé nevezte ki. Azonban betegsége, a gümőkór mindjobban eluralkodott rajta, ezért zenei felügyelői feladatait már nem tudta ténylegesen is ellátni, a kinevezés inkább erkölcsi elismerés volt. A közszerepléstől hamarosan visszavonult. Élete utolsó hónapjaiban minden energiáját tanítványai támogatására szentelte. 1817 október 18-án Párizsban hunyt el.

## Munkássága
Méhul közel negyven operát komponált, a zenetörténet elsősorban mint operaszerzőt tartja számon. Meglepő, hogy kortársai egyik korai egyfelvonásosát, a Stratonice című vígoperát tartották egyik legjobb munkájának. Mindenesetre tényleg ez tekinthető egyik legújszerűbb darabjának. Ezenkívül jelentős sikereket ért el Ariodant, az Egy bolond, és az Irato című alkotásokkal. Ez utóbbiban az opera buffa hangvételét idézi fel és parodizálja. A darab jó példája az opéra comique reneszánszának a forradalom utáni Franciaországban.
Az Uthal című opera a Franciaországban elterjedt Osszián divatot követi. A klasszikus francia tragédie lyrique műfaját kapcsolja össze a távoli, északi mondavilággal. A szólóénekesek a kórushoz képest háttérbe kerülnek, az egyes zeneszámokat a szerző nagyobb zenei együttesekké fogta össze. A zene romantikus vonásokat is mutat, az idegenszerű hatás elérése érdekében hegedű helyett, osztott brácsa szólamokat alkalmaz. A vokális számokban is a mélyebb hangfekvések uralkodnak, a kórus csak férfiakból áll.
Legfontosabb és egyben legmaradandóbb alkotása azonban a József Egyiptomban című opera volt. Ez olykor még ma is színpadra kerül, igaz, CD kiadása régi (az 1980-as évek végéről való) és ma már nehezen hozzáférhető. A darab érdekessége, hogy szövege nem verses formában íródott. A cselekmény vallási és erkölcsi aspektusainak kiemelése érdekében a librettó lemondott a szerelmi szálról. A zene kiszámított egyszerűségével Gluckot követi. Egy egyházi stílusban megfogalmazott részlete archaikus hatást kelt. A kórusok és az együttesek dominálnak a szólószámok dalszerűek.

## Operái
- Euphrosine, ou le tyran corrigé 1790
- Cora 1791
- Stratonice 1792
- Le Jeune sage et le vieux fou 1793
- Horatius Coclès 1794
- Mélidore et Phrosine 1794
- Doria, ou la tyrannie détruite 1795
- La Caverne. 1795
- Le Pont de Lodi 1797
- Le Jeune Henri 1797
- La Taupe et les papillons 1797/98
- Adrien, empereur de Rome 1799
- Ariodant 1799
- Bion 1800
- L’Irato, ou l’Emporté 1801
- Une folie 1802
- Le Trésor supposé, ou le danger d’écouter aux portes 1802
- Joanna 1802
- Héléna 1803
- L’Heureux malgré lui 1803
- Les Deux aveugles de Tolède 1806
- Uthal 1806
- Gabrielle d’Estrées, ou les amours d'Henri IV de France 1806
- Joseph 1807
- Les Amazones, ou la fondation de Thèbes 1811
- Le Prince troubadour, ou le grand trompeur des dames 1813
- La Journée aux aventures 1816
- Valentine de Milan 1817-befejezetlen, posztumusz bemutató 1822